# ألين ويب
ألين ويب (بالإنجليزية: Allen Webb)‏ هو لاعب كرة قدم أمريكية أمريكي، ولد في 13 سبتمبر 1983 في دنفر في الولايات المتحدة.